# Митрошин, Василий Трофимович
Васи́лий Трофи́мович Митро́шин (1921—1992) — полковник Советской Армии, участник Великой Отечественной войны, Герой Советского Союза (1944).

## Биография
Василий Митрошин родился 7 апреля 1921 года в селе Селищи (ныне — Краснослободский район Мордовии). С 1931 года жил в Ленинграде, где окончил семь классов школы и школу торгового ученичества, после чего работал продавцом. Учился в аэроклубе. В 1939 году Митрошин был призван на службу в Рабоче-крестьянскую Красную Армию. В 1940 году он окончил Балашовскую военную авиационную школу пилотов. С июня 1941 года — на фронтах Великой Отечественной войны.
К октябрю 1943 года гвардии капитан Василий Митрошин командовал эскадрильей 9-го гвардейского бомбардировочного авиаполка 7-й гвардейской бомбардировочной авиадивизии 3-го гвардейского бомбардировочного авиакорпуса АДД СССР. К тому времени он совершил 232 боевых вылета на бомбардировку скоплений боевой техники и живой силы противника, нанеся ему большие потери.
Указом Президиума Верховного Совета СССР от 13 марта 1944 года за «героизм и мужество, проявленные при выполнении боевых задач командования» гвардии капитан Василий Митрошин был удостоен высокого звания Героя Советского Союза с вручением ордена Ленина и медали «Золотая Звезда».
В 1946 году в звании полковника Митрошин был уволен в запас. Проживал и работал в городе Грязи Липецкой области. Погиб 2 апреля 1992 года, попав под поезд, похоронен в Грязях.
Был награждён двумя орденами Ленина, орденами Красного Знамени, Александра Невского, Отечественной войны 1-й степени, рядом медалей.

## Увековечение памяти
- Памятная доска Митрошину Василию Трофимовичу была установлена на мемориальном комплексе воинам погибшим в годы Великой Отечественной войны на площади Победы в г. Краснослободск. Демонтирована в 2019 году на её месте установлен бюст героя.

Памятная доска Митрошину Василию Трофимовичу установлена на мемориальном комплексе воинам погибшим в годы Великой Отечественной войны на площади Победы в г. Краснослободск
Бюст Митрошина на площади Победы в г. Краснослободск